# 厦蓉高速道路
廈蓉高速道路（廈門-成都高速道路、「蓉」は成都市の略称である）（かようこうそくどうろ、簡体字: 厦蓉高速公路（厦门－成都高速公路））は、福建省廈門市を起点とし、江西省、湖南省、広西チワン族自治区、貴州省を経て、四川省成都市に至る全長2295kmの国家高速G76である。 